# 오타 마사유키
오타 마사유키(일본어: 太田 雅之, 1973년 6월 17일 ~ )는 일본의 전 축구 선수이다.

## 구단 경력
과거 몬테디오 야마가타에서 활동하였다.